# Лесновский паренесис
Лесновский паренесис — среднеболгарский литературный памятник. Состоит из 332 листов пергамента, 317 из которых сохранились. Содержит славянский перевод «Паренесиса» (сборника монашеских учений) Ефрема Сирина. В примечании в конце книги говорится, что она была скопирована в Лесновском монастыре «в годы благоверного и христолюбивого болгарского царя Ивана Александра», при царе Стефане Душане, в 1353 г.
Имя автора, создавшего рукопись, точно не известно. Судя по почерку, можно предположить, что это был либо Станислав, писавший в Лесновском монастыре Пролог (1330 г.) и так называемую Оливерову минею (1342 г.), либо его ученик. Есть предположение, что автором паренесиса является монах Лесновского монастыря Тахоте.
Лесновский паренесис характеризуется архаичным языком, но также содержит новые черты.
Части рукописи находятся в Национальной библиотеке им. Святых Кирилла и Мефодия (№ 151) и в Российской национальной библиотеке (шифр F.п. I.63). Несколько листов, в том числе один с примечанием писца, хранились в Белградской национальной библиотеке (№ 237) до 1941 года, когда они были сожжены во время немецкой бомбардировки города.